# いきものづくり クリエイトーイ
『いきものづくり クリエイトーイ』は、任天堂より2011年9月7日に配信開始されたニンテンドー3DS用ゲームソフト。アメリカ・ヨーロッパでは同年11月10日に配信開始。
2012年に日本国外で追加要素を含んだデラックス版が発売され、2013年4月10日に日本でも『大盛り! いきものづくり クリエイトーイ』（おおもり! いきものづくり クリエイトーイ）として配信開始されたが、2016年6月6日に配信を停止した。なお、無印版は『大盛り!』の配信前日に配信終了している。

## 概要
単純なパーツで構成された「クニャペ」を組み合わせて作成し、散歩や撮影をして遊ぶゲーム。クニャペを5体作る毎にクニャペ達の住む星が大きくなっていく。 大盛り版では、新たにダンジョンが追加された。ダンジョンにはダンジョンレベルが設定されており、1、2、MAX の3段階があり、レベルが高いほど敵クニャペが強くなり難易度が上がる。E3 2011で発表された（英語版タイトルは『Picture Lives!』）。
すれちがい通信やQRコードを用いてクニャペの配布や受け取りが可能。